# IdrA
 (avril 2021).
Si vous disposez d'ouvrages ou d'articles de référence ou si vous connaissez des sites web de qualité traitant du thème abordé ici, merci de compléter l'article en donnant les références utiles à sa vérifiabilité et en les liant à la section « Notes et références ».
Gregory Fields, mieux connu sous son pseudonyme IdrA est un ancien joueur professionnel de StarCraft II et Brood War, qui a principalement joué en tant que Terran dans Brood War, puis Zerg pour StarCraft II . Il est actuellement sponsorisé par Tt eSports. Après une pause pour se concentrer sur ses études, il revient en tant que professionnel dans l'équipe Evil Geniuses sur Heroes of the Storm.